# Parafia bł. Radzyma Gaudentego w Gnieźnie
Parafia bł. Radzyma Gaudentego w Gnieźnie – rzymskokatolicka parafia w gnieźnieńskiej dzielnicy Winiary w dekanacie Gniezno II w archidiecezji gnieźnieńskiej. Największa parafia w dekanacie. Od 1998 do 2009 roku siedziba dekanatu, a od 2009 roku siedziba wicedziekanatu. Swoim zasięgiem obejmuje dzielnicę Winiary oraz pięć wiosek. Proboszczem jest od 1 sierpnia 2025 roku ks. dr hab. Paweł Kiejkowski. 

## Historia
Po przyłączeniu do Gniezna Winiar oraz powstaniu planów budowy nowych bloków mieszkalnych dla ok. 15 tysięcy mieszkańców kuria Gnieźnieńska występowała kilkakrotnie od 1975 roku do władz państwowych z prośba o zgodę na budowę nowego kościoła. Pozwolenie zostało wydane dopiero 24 lutego 1981 roku. Gdy kardynał Stefan Wyszyński 12 maja 1981 roku erygował parafię pod wezwaniem bł. Radzima Gaudentego w ciągu dwóch pierwszych miesięcy wybudowano oraz wyposażono tymczasową kaplicę. Pod przewodnictwem biskupa Jana Czerniaka 30 sierpnia 1981 roku została odprawiona pierwsza msza św. na terenie parafii. Kamień węgielny wydobyty z podziemi katedry gnieźnieńskiej z fundamentów pierwszego ołtarza poświęcił 20 czerwca 1983 roku w Poznaniu papież Jan Paweł II, a 21 listopada 1983 roku wmurował kard. Józef Glemp. Ponieważ w 1989 roku parafia osiągnęła największą liczbę wiernych – 16 400 osób, w 1991 roku otwarto kaplicę filialną w Łabiszynku. 17 grudnia 1995 roku świątynię oddano do użytku zwykłym aktem poświęcenia dokonanym przez abpa Henryka Muszyńskiego. Trzy lata później bp Bogdan Wojtuś poświęcił czternaście stacji drogi krzyżowej oraz monumentalną rzeźbę Obraz Rodzącego się Kościoła wykonaną z brązu przez prof. Józefa Petruka. W 1999 roku wykończono teren wokół kościoła, wybudowano Grotę NMP z Fatimy, a świątynię wyposażono w dębowe ławy. W kwietniu 2000 roku w kościele odbywały się częściowo uroczystości odpustowe ku czci św. Wojciecha – brata patrona parafii.
Uroczystej konsekracji świątyni i ołtarza, jako wotum Roku Jubileuszowego archidiecezji gnieźnieńskiej dokonał 10 grudnia 2000 roku abp Henryk Muszyński. W 2001 roku na frontonie Domu Parafialnego umieszczono płaskorzeźbę z brązu przedstawiającą Prymasa Tysiąclecia, jako wotum dziękczynne za erygowanie parafii. Jej autorem jest Wawrzyniec Samp z Gdańska. W 2002 roku parafia otrzymała relikwie św. Faustyny, a w 2003 roku odnaleziono w Pradze i odzyskano relikwie bł. Radzima Gaudentego. W 2004 roku papież Jan Paweł II zezwolił na używanie przed imieniem Radzima tytułu święty. W 2005 roku jako wotum za encyklikę o eucharystii i życie Jana Pawła II otwarto odrestaurowaną kaplicę NS oraz przeprowadzono misje pod przewodnictwem bpa Józefa Zawitkowskiego oraz ojca Jana Góry, które wprowadziły wiernych w przygotowania do świętowania millenium śmierci Radzima Gaudentego oraz do 25-lecia parafii. Uroczyste Ogólnopolskie obchody 1000-lecia śmierci św. Radzima rozpoczęły się w czerwcu w katedrze, brał w nich udział cały episkopat Polski. Centralne uroczystości jubileuszowe miały miejsce w parafii 8 października pod przewodnictwem prymasa Czech kard. Miloslava Vlka oraz koncelebrą 14 polskich biskupów, transmitowane przez TVP Polonia. Pod koniec 2006 roku wydano książkę zawierającą 25-letnią historię parafii.
W styczniu 2007 roku w kościele odbył się koncert kolęd w wykonaniu New Life’m i Mateo. W połowie roku parafia otrzymała relikwie św. Jana Marii Vianneya. Pierwszy proboszcz ks. Zbigniew Kapturczak zmarł 5 maja 2009 po ciężkiej chorobie. Jednocześnie obowiązki proboszcza do czasu powołania nowego przejął dotychczasowy wikariusz parafii ks. Konstanty Mrozek. Z dniem 25 czerwca 2009 roku dekretem abpa Henryka Muszyńskiego obowiązki proboszcza parafii przejął były wikariusz parafii pod koniec lat 80., ks. dr Andrzej Szczęsny. W tym samym roku przy parafii zorganizowano pierwszą żywą szopkę Bożonarodzeniową. W 2010 roku wyposażono świątynię w elektroniczne organy marki Johannus, które pobłogosławił 26 grudnia 2010 roku prymas Polski Józef Kowalczyk. 1 maja 2011 roku w kościele odbyła się poprzez telebim transmisja beatyfikacji papieża Jana Pawła II. 27 listopada 2011 roku w parafialnym wieczerniku wystąpił zespół Projekt Ambasador. W 2012 roku odrestaurowano krzyż misyjny. Natomiast 3 stycznia 2013 roku w kościele swoje kolędy śpiewała Eleni.
W maju 2014 roku zgodnie z Uchwałą Rady Miasta Gniezna plac przed kościołem otrzymał imię ks. kanonika Zbigniewa Kapturczaka – pierwszego budowniczego świątyni.
Przy parafii działa obecnie Drukarnia SCRIPTOR, Archidiecezjalny Dom Matki i Dziecka oraz Caritas AG, a dawniej sklep „Liturgica”, Biblioteka Parafialna oraz parafialny Klub Sportowy Gaudenty.

## Projekt i budowa kościoła
Projekt koncepcyjnego kościoła oraz domu parafialnego proboszcz nominat powierzył architektom Janowi i Marii Godlewskim z Poznania. Kuria nie zatwierdziła projektu przedstawiając jednocześnie swój projekt autorstwa Aleksandra Holasa, znanego z projektowania kościołów takich jak np. kościół parafialny pw. bł. Bogumiła w Gnieźnie. 3 sierpnia 1982 roku władze państwowe widząc oba projekty zdecydowały na budowę kościoła według projektu państwa Godlewskich. Powodem zgody było m.in. kształt korony, nawiązującej do rangi Królewskiego Miasta Gniezna. Podczas jego projektowania istotny był fakt, aby nad miastem przeważała gnieźnieńska katedra. Dlatego też kościół nie mógł być wyższy – jak wcześniej planowano – niż katedra. Projektu korony podjął się konstruktor inż. Wacław Latawiec. W 1983 roku na plac budowy kościoła wjechała pierwsza koparka, tym samym rozpoczynając budowę kościoła. Budowę domu parafialnego z częścią mieszkalno-katechetyczną ukończono w roku 1988. W 1990 roku mury świątyni wyprowadzono do wysokości 17 m i zwieńczono je żelbetowym pierścieniem, na którym postawiono stalową konstrukcję dachu wraz z latarenką. Sama konstrukcja dachowa sięga wysokości 28 m, a łącznie z latarenką i ponad 6-metrowym krzyżem wynosi dokładnie 38,6 m wysokości. W 1991 roku wymurowano elementy korony oraz wykonano projekt witraża artysty Wojciecha Surdackiego. W 1992 roku kościół wyposażono w witraż z patronem parafii o średnicy 3,4 m, okna oraz wentylację. W latach 1994–1995 kościół wyposażono w ołtarz, drzwi, lektorium, ułożono posadzkę, wykonano nagłośnienie i oświetlenie oraz marmurową ścianę prezbiterium i oryginalną chrzcielnicę nawiązującą do dawnej tradycji chrześcijańskiej, w której odbywać mogą się chrzty przez zanurzenie. Świątynię oddano do użytku 17 grudnia 1995 roku. Może pomieścić 1500 osób.

## Architektura
Kościół zbudowano w formie ośmiokąta, przykrytego ogromną kopułą z latarenką i krzyżem w kształcie korony nawiązującej do Królewskiego Miasta Gniezna. Liczba osiem według tradycji symbolizuje Zmartwychwstanie Chrystusa. Sama konstrukcja dachowa sięga 28 m, a łącznie z latarenką i ponad 6 m krzyżem wysokości kościoła wynosi dokładnie 36,6 m.

## Wnętrze i obiekty towarzyszące
Rok 1993 to rok wytężonej pracy nad projektem wystroju wnętrza, do którego dołączył rzeźbiarz prof. Józef Petruk z Poznania, który postanowił zająć się ścianą prezbiterium. Wnętrze kościoła wykonano według wcześniejszych wzorów innych kościołów projektowanych przez Kiko Argüello – twórcę Drogi Neokatechumenalnej. Bazowym kościołem był Kościół San Bartolomeo in Tuto we Florencji. Kościół wyposażono w dębowe ławy przeznaczone dla wiernych. Nawa Główna prezentuje rzadko spotykane rozwiązanie posoborowej architektury wnętrza. Wystrój opisany na osi świątyni symbolizuje Ciało Chrystusa mistycznie obecnie w Ludzie Bożym.
Miejsce przewodniczenia, w kształcie katedry, czy też tronu, otoczone przez siedzenia koncelebransów, znajduje się w najwyższym miejscu kościoła i w centrum apsydy, co podkreśla funkcję przewodniczącego jako obrazu Chrystusa, Głowy Kościoła. Podwyższenie tego miejsca sprawia, że przewodniczący jest dobrze widoczny dla całego zgromadzenia i może rzeczywiście przewodniczyć akcji liturgicznej.
Nad miejscem przewodniczenia umieszczono rzeźbę przedstawiającą tajemnicę rodzącego się Kościoła. Obok ukrzyżowanego Jezusa stoi Maryja – symbol wspólnoty wierzących trzymająca kielich, do którego wpływa krew i woda z przebitego żebra Jezusa. Rzeźbę wykonano z brązu. Konstrukcja ważąca 2,5 tony, mierząca 4,8 m wysokości oraz 3 m rozpiętości została zaprojektowana przez Józefa Petruka. Zawieszono ją na marmurowej ścianie prezbiterium.
Nad prezbiterium w koronie kościoła umieszczono witraż z patronem parafii trzymającym w ręku podwójny krzyż biskupi oraz lilię. Obok niego umieszczono herb Sławników, a po bokach świątynię bł. Radzima i gnieźnieńską katedrę.
Ambona znajduje się na stałym podwyższonym miejscu, w łączności z miejscem przewodniczenia. Jest ona obrazem kamienia z grobowca Chrystusa, z którego anioł (czyli diakon, lektor lub kantor) obwieszcza niewiastom dobrą nowinę.
Ołtarz zamontowano w 1995 roku. Powstał on z litego dębu o rozmiarach 2,5 × 3 m. Umieszczono go w centrum zgromadzenia.
Chrzcielnica wykonana z marmuru została wydrążona w posadzce. Dzięki odpowiedniej instalacji hydraulicznej woda używana do chrztów przez zanurzenie jest świeża, czysta i ciepła (temperatura około 42 stopni Celsjusza). Chrzcielnica ma kształt długiego krzyża wpisanego w ośmiobok (liczba osiem oznacza zmartwychwstanie), a jej przykrycie wykonane z brązu składa się z pięciu elementów. Środkowy przedstawia krzyż Chrystusa otoczony dwiema gałązkami, oliwną i palmową – symbolami pokoju i życia wiecznego. Pojemność chrzcielnicy to 1800 litrów wody.
Konfesjonały ufundowano w 1997 roku. Wykonano je z drzewa dębowego. Umieszczono jest w nawie bocznej.
Droga krzyżowa składa się z 15 obrazów namalowanych przez Marka Ronę z Bydgoszczy.
Prawdziwe organy elektroniczne zamontowano w 2010 roku. Poświęcił je Prymas Polski Józef Kowalczyk.

### Relikwiarz
Szczątki św. Radzima, które znajdują się w posiadaniu parafii, znalazły godne miejsce w relikwiarzu na prawym filarze prezbiterium. Składa się on z kasety wykonanej w kształcie świątyni ze srebra, nad którą umieszczono postać św. Radzima z podwójnym krzyżem. Opracowania projektu, na którego koncepcję ogłoszono konkurs (wygrały koncepcje dwóch miejscowych księży: ówczesnego proboszcza ks. Kapturczaka oraz ks. Krzysztofa Tarbickiego), podjął się Wawrzyniec Samp z Gdańska, który wcześniej podjął się wykonać dla parafii płaskorzeźbę Prymasa Tysiąclecia, a także postać prymasa i replikę trumienki św. Wojciecha w katedrze gnieźnieńskiej. Komisja wewnętrzna, której przewodził artysta Michał Jacoszek, zaakceptowała czwartą wersję projektu, którą z kolei zatwierdziła także kuria. Kasetę w kształcie kościoła wykonał jubiler – Mirosław Chiluta z Gdańska. Postać Radzima wykonano w stylu barokowym, tak jak postać św. Wojciecha na trumience. Podstawa relikwiarza to znak polskiej ziemi, na której św. Radzim opiera pastorał, zostawiając znak podwójnego krzyża, tzn. błogosławieństwo biskupie dla Polski.

### Dom parafialny
Dom parafialny składa się z trzech części: mieszkalnej, katechetycznej oraz parafialnej. W części mieszkalnej wydzielono dziewięć mieszkań, kuchnię, jadalnie i strych, w części katechetycznej wydzielono dziewięć salek, bibliotekę, kawiarenkę, hol, Wieczernik z dużym obrazem Ostatniej Wieczerzy i nowoczesnym systemem multimedialnym. Obecnie mieści się w nim także Gimnazjum Stowarzyszenia Rodzice-Dzieciom oraz sklep liturgiczny oraz z dewocjonaliami „Liturgica”.

### Płaskorzeźba Prymasa Polski
Płaskorzeźbę z kardynałem Wyszyńskim umieszczono na frontowej ścianie Domu Parafialnego. Wykonana jest w brązie, takim samym jak rzeźba w prezbiterium przez Wawrzyńca Sampa. Płaskorzeźbę tworzą trzy elementy: postać prymasa Wyszyńskiego, kościół bł. Radzima Gaudentego oraz fragment kwatery Drzwi Gnieźnieńskich.

## Proboszczowie
- ks. kanonik Zbigniew Kapturczak (od początku istnienia parafii do 5 maja 2009)[9]
- p.o. ks. Konstanty Mrozek (5.05.2009-25.06.2009)
- ks. kanonik dr Andrzej Szczęsny[10] (25 czerwca 2009-31 lipca 2025)[1]
- ks. dr hab. Paweł Kiejkowski (od 1 sierpnia 2025)[1]

## Zasięg parafii
Parafia obejmuje:
- osiedla: Piastowskie, Orła Białego, Jagiellońskie, Kazimierza Wielkiego, Władysława Łokietka
- ulice: Gdańską, Biskupińską, Lednicką, Orcholską do nr 31, Pałucką, Pomowską, Północną, Spichrzową, Wodną, Żnińską
- wioski: Krzyszczewo, Pyszczyn, Goślinowo, Łabiszynek

## Grupy parafialne
- Parafialna Rada Duszpasterska i Ekonomiczna
- Parafialny Oddział Akcji Katolickiej
- Wspólnoty Neokatechumenalne
- Liturgiczna Służba Ołtarza
- Nadzwyczajni Szafarze Komunii Świętej
- Stowarzyszenie Wspierania Powołań Kapłańskich
- Żywy Różaniec Rodzin
- Zespół Caritas
- Towarzystwo św. Wojciecha
- Straż św. Radzima
- Rodzima Fatimska
- Koło Sympatyków Radia Maryja
- Rodziny Szensztackie
- „Grupa Czerwona” Pieszej Pielgrzymki Archidiecezji Gnieźnieńskiej na Jasną Górę
- Parafialny Klub Sportowy „Gaudenty” Gniezno
- Niezależny Samorządny Związek Zawodowy „Solidarność” Emerytów i Rencistów
- Zespół dziecięco-młodzieżowy „Dla Jego Chwały”
- Oaza Młodzieżowa(Ruch Światło-Życie)
- Wspólnota rodzin „Galilea”

## Tygodnik parafialny „Winnica”
Z okazji 10-lecia istnienia parafii w 1991 roku zrodził się pomysł wydania z tej okazji kolorowego czasopisma pod tytułem „Gazeta Jubileuszowa”. Ówczesny proboszcz parafii zaproponował, by nie była to jednorazowa gazeta, lecz „Tygodnik Parafialny”. Sam dobrał współpracowników oraz wybrał na redaktora naczelnego wikariusza parafii ks. Andrzeja Jasińskiego. W 1992 roku czasopismo zmieniło tytuł na „Winnica”. Ówczesny nakład gazety wynosił od 1200 do 1600 egzemplarzy. Kolejne specjalne numery „Winnicy” w odświętnej szacie graficznej ukazały się w roku 2000 z okazji konsekracji kościoła, w roku 2006 z okazji 25-lecia parafii oraz Millenium Śmierci Św. Radzima i w 2011 roku z okazji 30. rocznicy istnienia parafii. 6 listopada 2010 roku wydano 1000. numer tygodnika. We wrześniu 2013 roku z powodu niskiego popytu zapadła decyzja o wycofaniu ze sprzedaży parafialnego tygodnika „Winnica”.

## Galeria

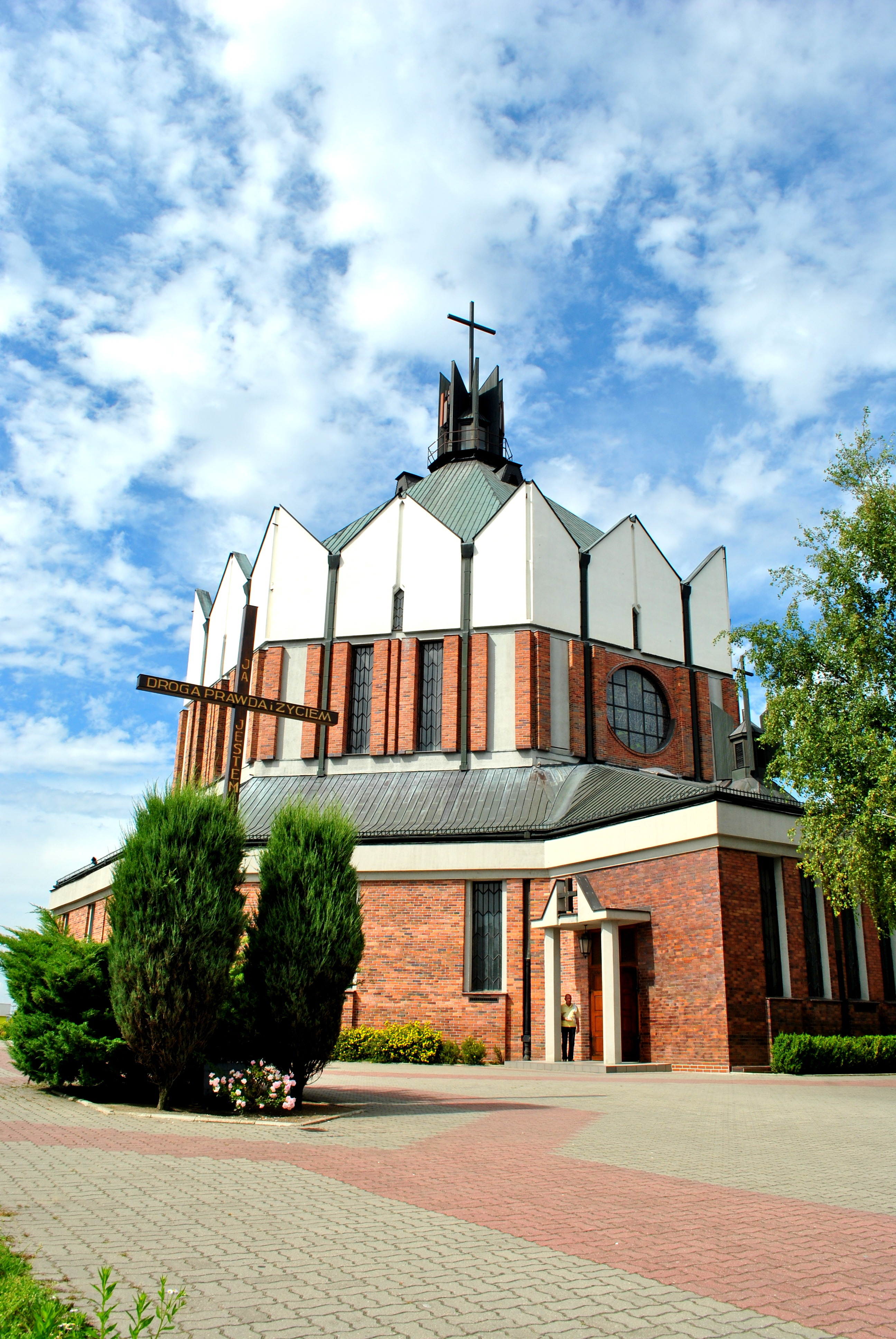
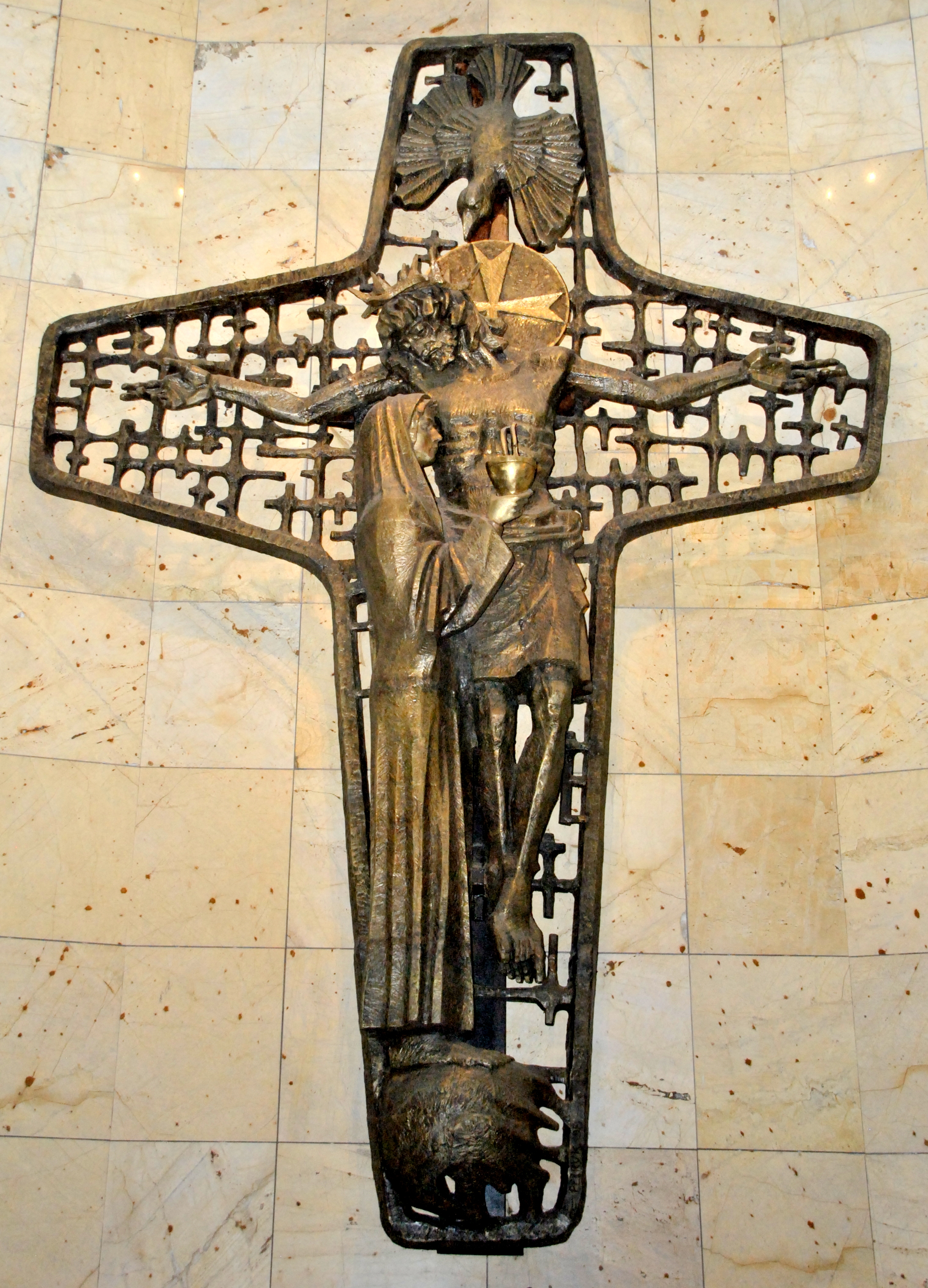
Obraz Rodzącego się Kościoła
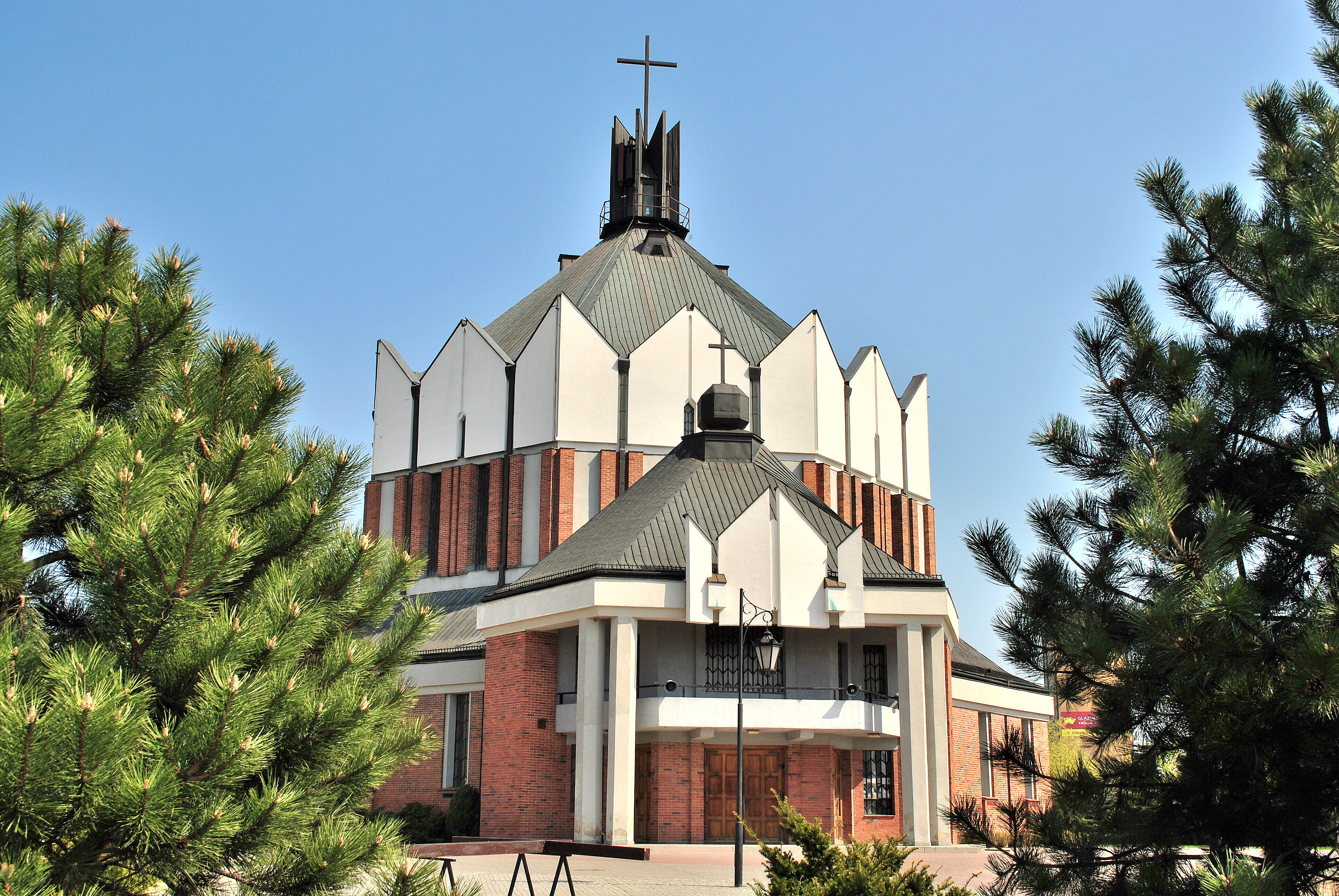
Kościół – widok od strony placu ks. kan. Zbigniewa Kapturczaka
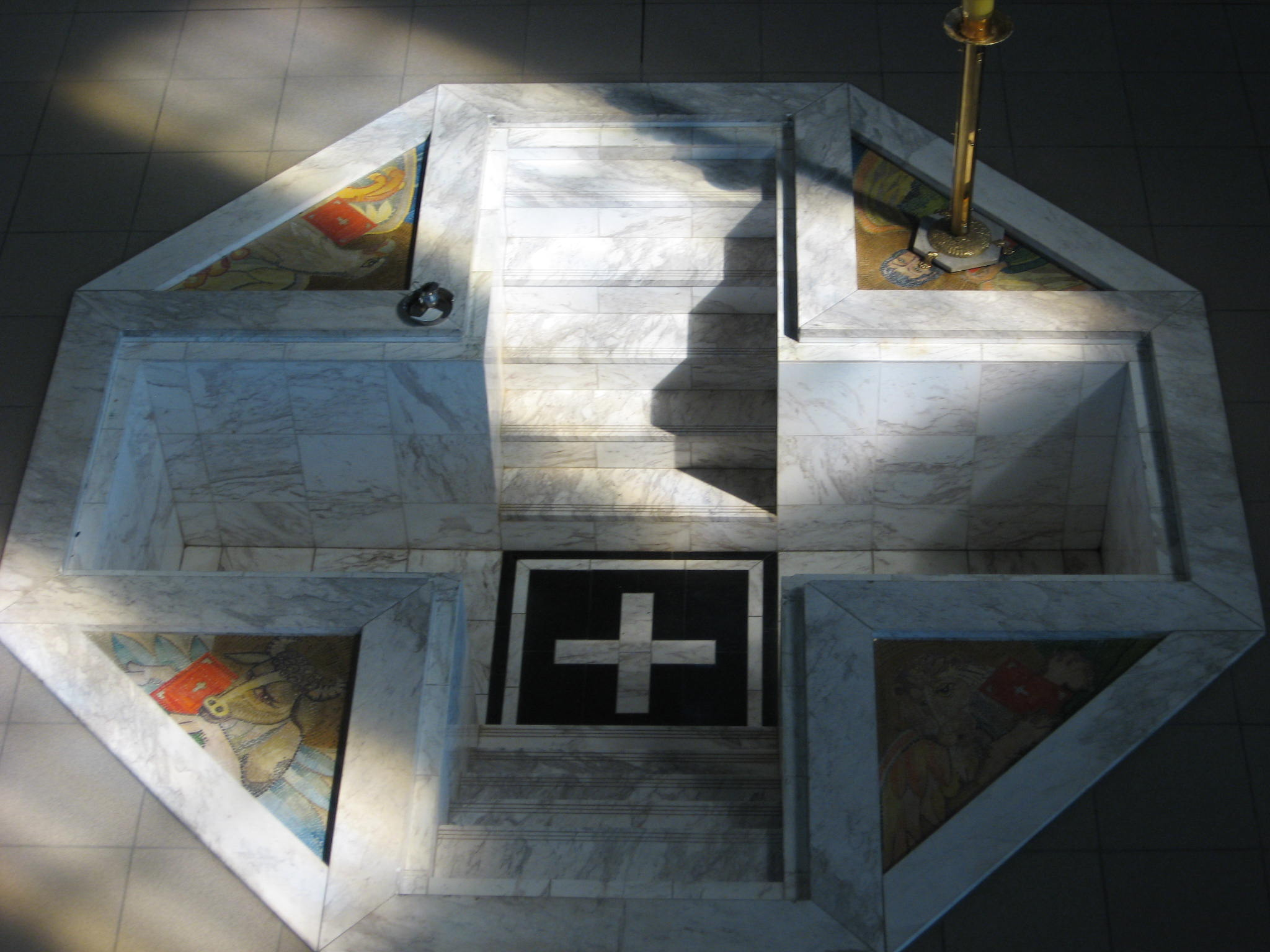
Sadzawka chrzcielna
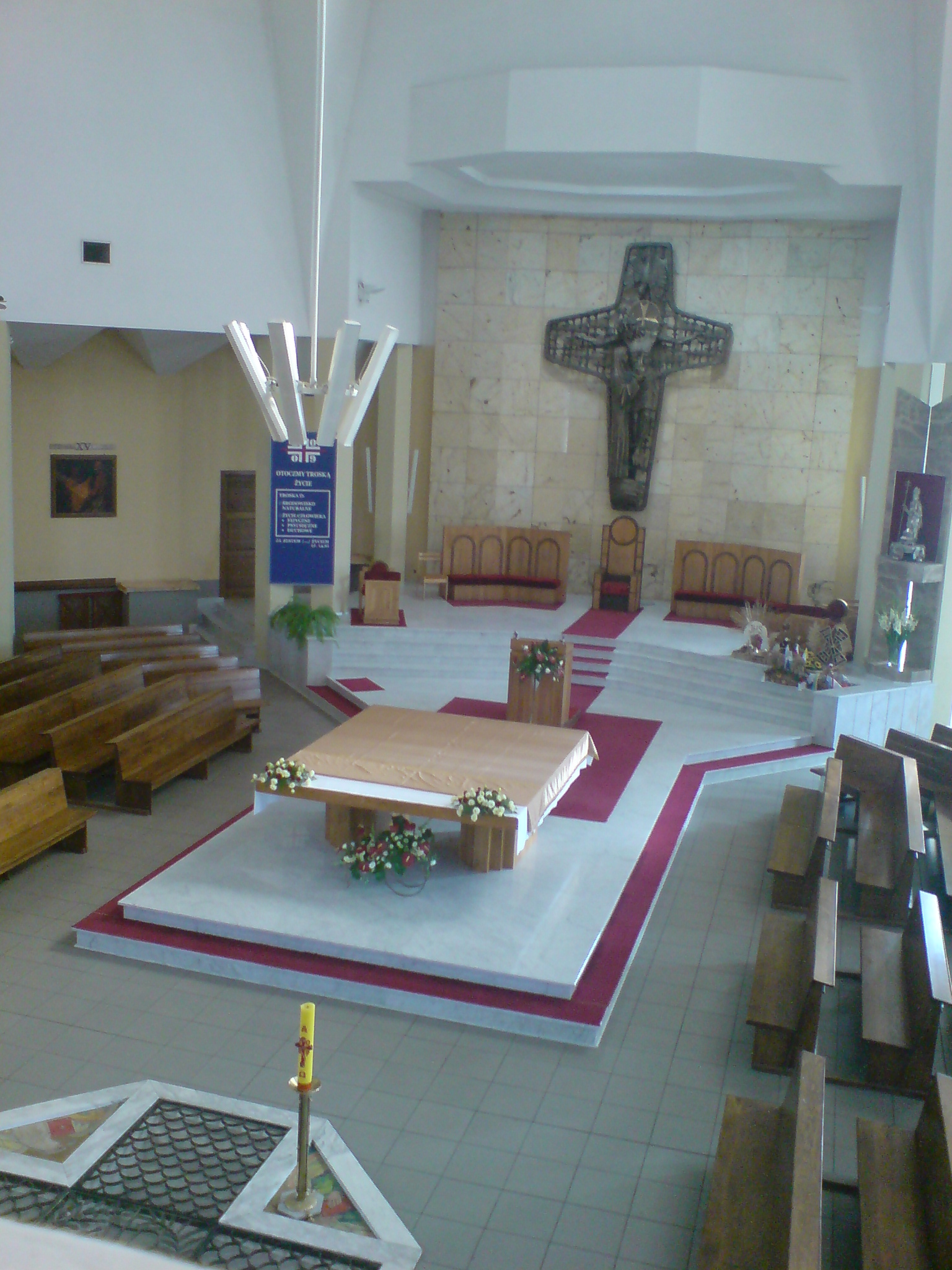
Prezbiterium – widok z chóru
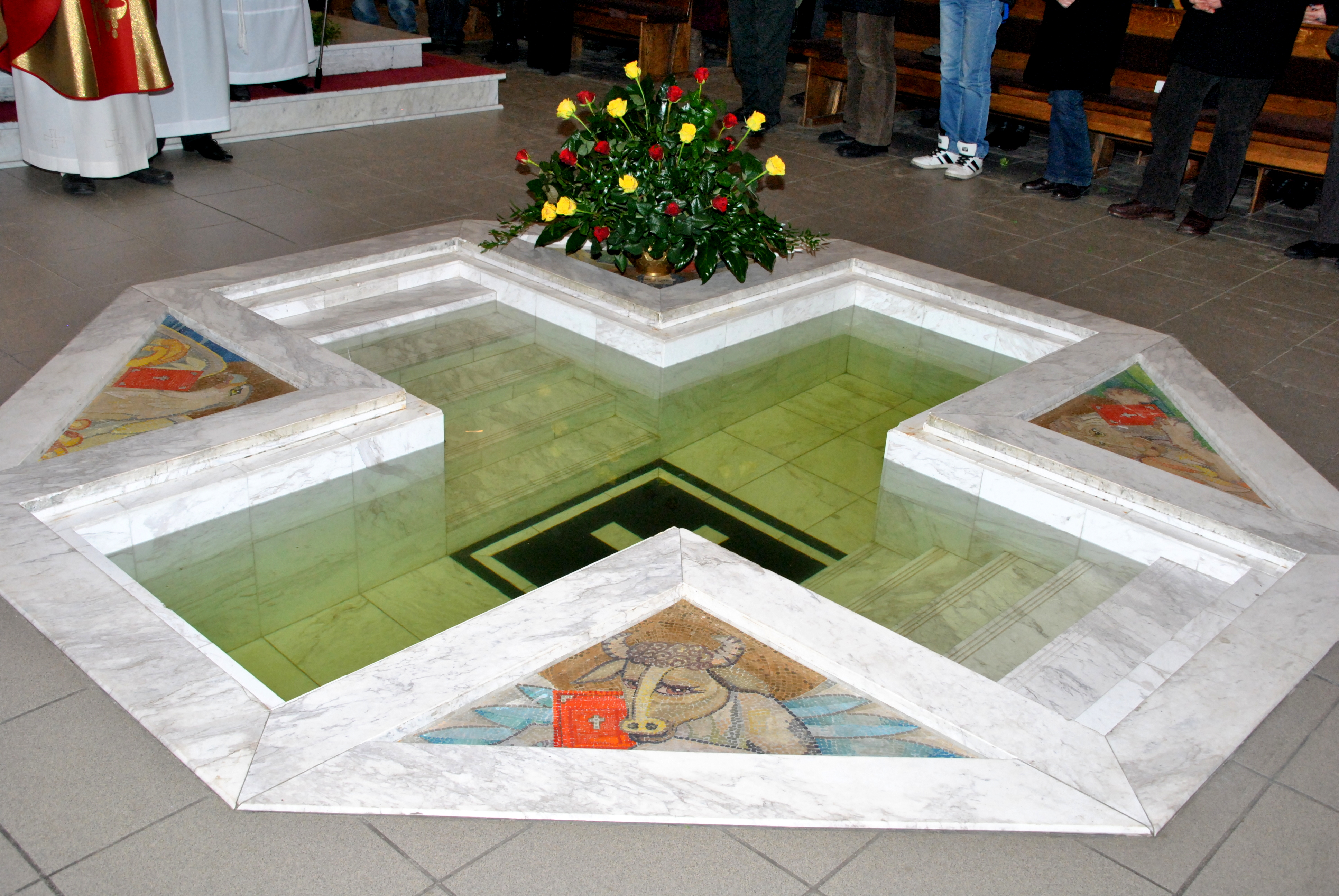
Sadzawka chrzcielna wypełniona wodą
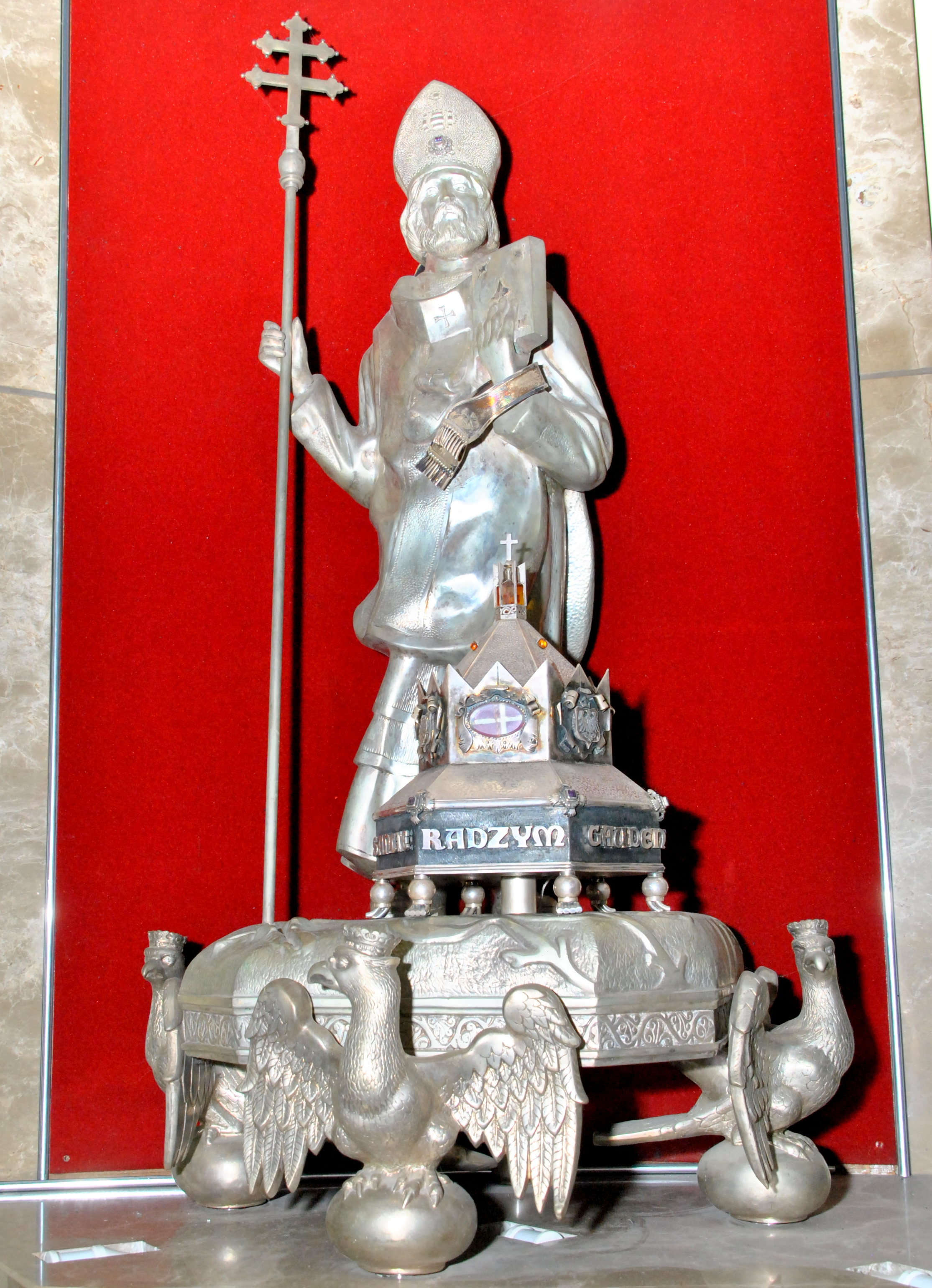
Relikwiarz św. Radzima Gaudentego
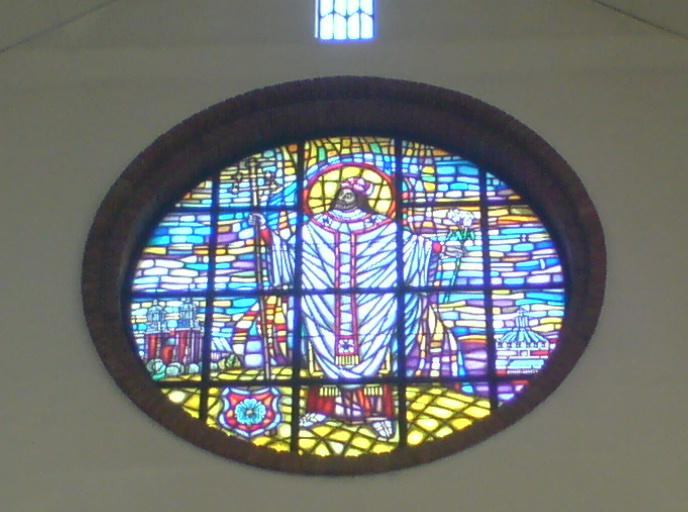
Witraż
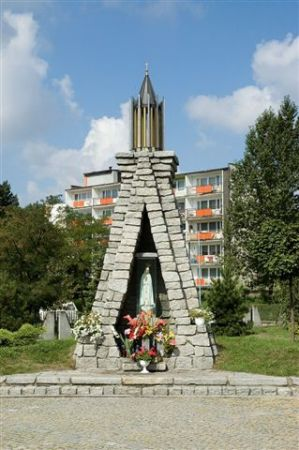
Grota Matki Bożej Fatimskiej
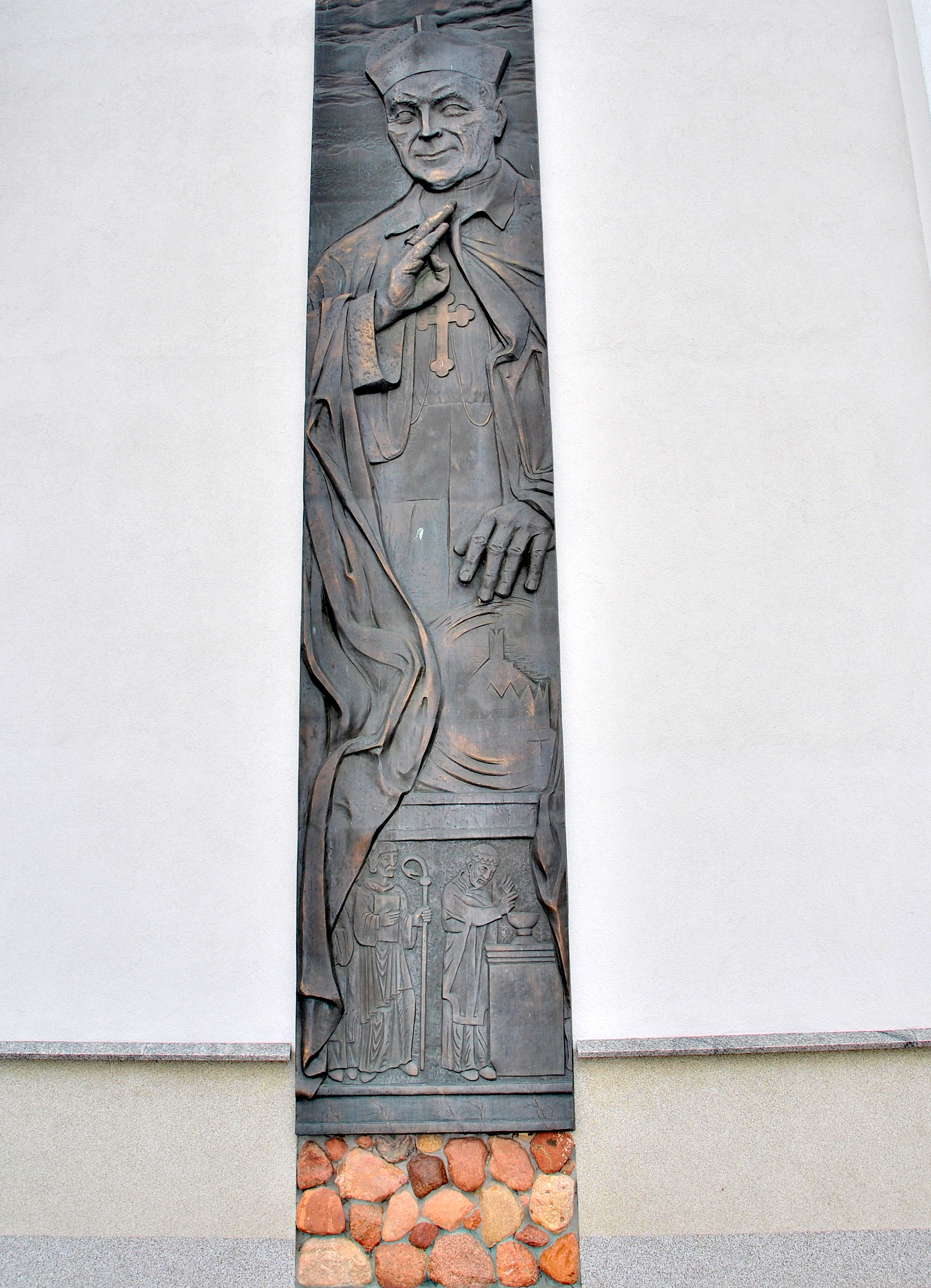
Płaskorzeźba Prymasa Tysiąclecia na frontonie Domu Parafialnego